# Forninho (Caçapava do Sul)
Forninho é um distrito do município de Caçapava do Sul, no Rio Grande do Sul . O distrito possui  cerca de 1 800 habitantes e está situado na região norte do município .